# Драгова розробка

Технологічна схема збагачення на дразі

Драгова розробка (рос. дражная разработка, англ. dredging, нім. Schwimmbaggerbetrieb m) — комплекс процесів з видобування та збагачення корисної копалини (переважно пісків), укладання породи у відвали, здійснюваний однією машиною — драгою. Уперше Д. р. здійснена в 1863 р. в Новій Зеландії на розсипних родов. золота.
У кінці XIX ст. стала використовуватися в США (шт. Монтана). Доцільність Д.р. визначається умовами залягання і розмірами розсипу, можливістю затоплення дільниці, що розробляється, і підтримки на ній необхідного рівня води, характеристикою корисних копалин і гірських порід, що розробляються, властивостями плотику (підошви) розсипу.
Системи Д.р. класифікують за двома осн. ознаками — за напрямом руху драги відносно розсипу (поперечний, поздовжній) і кількістю вибоїв, що одночасно розробляються.
У залежності від цього розрізняють такі системи розробки:
- одинарнопоздовжню,
- одинарно-поперечну,
- суміжно-поздовжню
- суміжно-поперечну.

При розробці, як правило, використовують їх комбінації і різні варіанти.
Способи виїмки розрізняють за послідовністю і порядком витягання порід у вертикальній і горизонтальній площинах вибою. Переважаюче поширення набув шаровий спосіб (зверху вниз у вертикальній площині).
Осн. переваги Д.р.: висока продуктивність, механізація та автоматизація технол. процесів.
Недоліки: обмеженість застосування способу, відсутність можливості точного обліку і контролю втрат пісків.